# 小森哲郎
小森 哲郎（こもり てつお、1958年12月1日 - ）は、日本の経営コンサルタント、実業家。元マッキンゼー・アンド・カンパニー パートナー。
事業再生を専門とするターンアラウンドマネジャーとして、2002年 (株)アスキー代表取締役社長CEOに就任。 2006年2月カネボウ株式会社（のちのクラシエホールディングス）取締役兼代表執行役社長CEOに就任。2015年に株式会社建デポ社長に就任。2021年7月1日より、ファイントゥデイ資生堂の代表取締役社長兼CEO。神奈川県出身。